# Cristina de Pisano
Cristina de Pisano (em francês:  Christine de Pizan ou Christine de Pisan, Veneza, 11 de setembro de 1363 — Poissy, c. 1430) foi uma poetisa e filósofa italiana que viveu na França durante primeira metade do século XV. Ela era conhecida por criticar a misoginia presente no meio literário da época, predominantemente masculino, e defender o papel vital das mulheres na sociedade. Foi a primeira mulher francesa de letras a viver do seu trabalho.

## Biografia
Cristina de Pisano tinha quatro anos de idade quando mudou-se com a família para Paris, onde seu pai, Tommaso de Pizzano, foi nomeado secretário do rei Carlos V de França, em 1368 e trabalhou como astrólogo. Em 1380, ela casou com Etinenne de Castel, secretário da chancelaria do rei, com quem teve dois filhos e uma filha. Um evento de grande importância em sua biografia é a morte inesperada de seu marido em 1389, pouco depois do falecimento de seu pai. Uma vez viúva, ela se vê obrigada a encontrar meios para o sustento próprio e de sua família. Cristina começou compondo poesias a partir de 1390, as quais lhe renderam significativa atenção na corte. Em um de seus textos autobiográficos, Le livre de l’Advision Cristine, a personagem Philosophie lembra Cristina que se ela não tivesse ficado viúva, não teria se dedicado aos estudos e à escrita, mas teria se ocupado exclusivamente de responsabilidades domésticas – como era esperado de uma esposa de sua classe social. Convém observar que no período medieval a viuvez entre aristocratas representava um estado de grande liberdade para as mulheres, já que elas podiam decidir não se casar novamente. Ela se tornou autora, editora e publicadora e também se envolveu diretamente na confecção de seus livros: orientava copistas e artistas para ilustrar seus manuscritos, agiu como própria copista, e muito astutamente presenteou compilações dedicadas a potenciais mecenas, buscando com isso segurança financeira e renome. De fato, ela é considerada a primeira mulher escritora profissional no ocidente.
Em 1394, começou a escrever uma obra que seria intitulada Livre des cent ballades (Livro das cem baladas), sob a encomenda das esposas dos príncipes. A obra teve boa aceitação na época. Nela, em forte tom de lirismo melancólico, a autora externa seus sentimentos em relação aos últimos e difíceis tempos que estava vivendo, a ponto de desejar a morte. Mas, o que lhe garantiu a notoriedade alcançada como escritora foram os escritos em resposta ao famoso poema Roman de la rose (Romance da rosa), um dos livros mais populares em toda Europa no século XIII, de cunho misógino, representando as mulheres como nada mais que sedutoras, numa mordaz sátira às convenções do amor cortês. Em 1401, ela iniciou suas obras antimisóginas, criticando o referido poema, que, segundo ela, era infundado e servia apenas para denegrir a função natural e própria da sexualidade feminina. Assim, por criticar a misoginia presente no meio literário da época e defender o papel das mulheres na sociedade, Cristina de Pisano é considerada, ainda hoje, precursora do feminismo moderno.
Dentro desse tema, as duas obras de maior repercussão da autora foram: Livre de la cité des dames (O Livro da Cidade de Senhoras) e Livre des trois vertus (Livro das três virtudes). O Livro da Cidade de Senhoras, foi escrito em 1405, em 03 livros, dividido em 138 capítulos e foi inspirado em Lamentations (Lamentações), da autoria de Matheolus, uma obra do século XII que provocou grandes inquietações na leitora, conforme ela mesma relata no início de sua obra. Tomando como referência a obra A Cidade de Deus, de Santo Agostinho de Hipona, ainda que para contestar, a escritora descreve uma cidade utópica constituída de mulheres, tendo como exemplos mulheres virtuosas de todos os tempos, que viveram em mundos feitos por e para homens, as quais são reinterpretadas a partir ou em proveito das mulheres. Recorrendo às origens, Cristina redefine alguns mitos, e transforma a sua obra em uma verdadeira enciclopédia de mitos femininos, criando versões alternativas para algumas das imagens deturpadas do feminino presentes na literatura. Assim, mitos históricos, mitos cristãos – em particular, o mito da origem, o mito do pecado original - e figuras míticas, legendárias da mitologia clássica e da Bíblia, encontraram nova roupagem nas versões narradas pela autora nesse livro.
A escritora italiana viveu em um momento político especialmente turbulento, marcado por disputas de lideranças na monarquia e no papado. Em meio à Guerra dos Cem Anos, quando a França foi devastada pelo cerco dos ingleses, e eclodiu o conflito resultante da disputas de poder entre Armagnacs e Borguinhões (1407 – 1435), além das instabilidades causadas pelo Grande Cisma do Ocidente, crise religiosa marcada pela eleição de dois papas (um em Avinhão e outro em Roma), ambos reclamando para si o poder sobre a Igreja Católica. A considerável quantidade de tratados de natureza política escritos por Cristina de Pisano é certamente explicada pela sua presença na corte Valois e pelas suas reações diante desse contexto de profunda instabilidade política.
Ela se retirou da corte parisiense em 1418, em decorrência da guerra civil, e se abrigou em um convento em Poissy, onde praticamente abandonou a atividade literária, exceto pela escrita de um poema celebrando a vitória dos franceses sobre os ingleses sob a liderança de Joana d'Arc, em 1429. Acredita-se que Pisano morreu um pouco antes da condenação de Joana d’Arc em 1431.

## Contexto cultural e intelectual

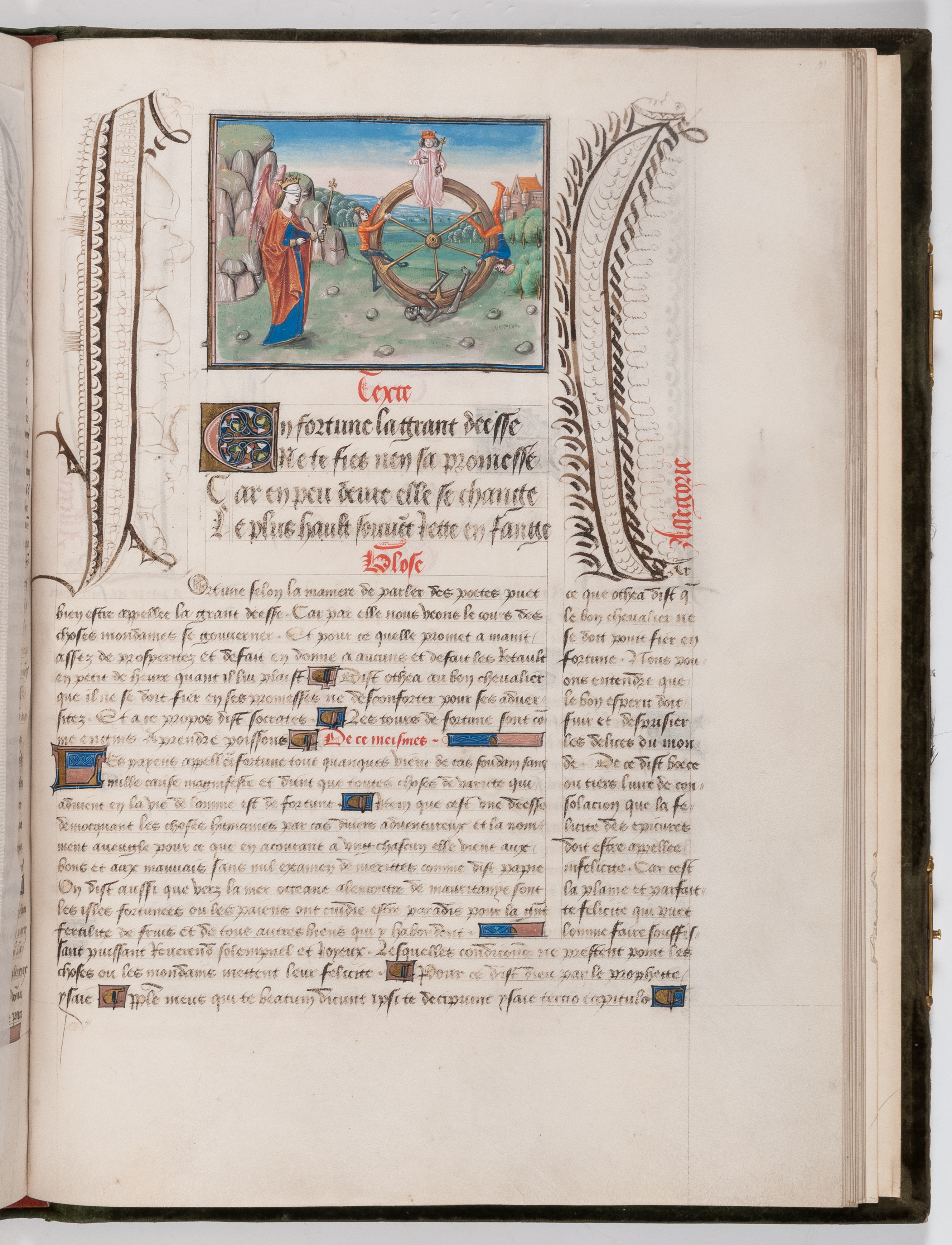
Livro "Roda da Fortuna" de Cristina de Pisano e de Jean Miélot

Cristina de Pisano gozou de considerável reputação em vida e seu lugar no cânone da literatura ocidental está assegurado – o que ainda não é o caso em relação ao cânone filosófico. Com efeito, avaliar a pertinência dos seus escritos para a compreensão da atividade filosófica dessa época implica levar em conta as condições singulares em que esta escreveu, e isso inclui notadamente a distinção sociocultural entre o meio laico e o meio clerical. Enquanto mulher, ela esteve necessariamente excluída do meio clerical e, ao mesmo tempo, não pode ter acesso a uma educação formal universitária. Ela pertenceu ao meio intelectual e cultural que se desenvolveu na corte de Carlos VI, onde conviveu e debateu com nomes centrais do nascente pensamento humanista francês (como Jean Gerson, Jean Montreuil e Gontier Col). De modo geral, era muito incomum que mulheres desenvolvessem a prática da escrita na Idade Média fora dos contextos monásticos, onde a educação religiosa vinha acompanhada de certa instrução. Cabe notar que esse fato se reflete na iconografia da época, onde são raras as representações de mulheres autoras ou como autoridades intelectuais. Nesse sentido, as ilustrações de Cristina de Pisano estudando entre os livros, escrevendo e discutindo com homens em nítida posição de autoridade são surpreendentes e pouco comuns. Em seu autobiográfico Le livre de Mutacion de Fortune (1403) ela descreveu uma alegoria intrigante: após a morte de seu marido, uma transformação dramática faz-se necessária – ela é transformada pela Fortuna em um homem, que agora possui força suficiente para conduzir a embarcação que representa sua existência. Mais que uma mera construção literária, tal metamorfose reflete uma realidade social, na medida em que escrever e viver de sua escrita, especialmente sobre assuntos de natureza teórica e política, são atividades percebidas como masculinas. Tal relato se vale de um topos literário (virago) para reclamar a mesma autoridade de um homem.
O fato de Cristina ser filha de um membro da corte de Carlos V fez com que fosse educada através de tutoria – como era recorrente entre jovens aristocratas. Além disso, teve acesso à famosa Biblioteca Real da França, a qual contava com mais de 900 volumes em seu catálogo, entre obras centrais das tradições política, religiosa e filosófica. De fato, as evidências documentadas do seu conhecimento de obras filosóficas são vastas. Por exemplo, no Livre des faits et bonnes moeurs du sage Roy Charles V (1404), Cristina escreveu um espelho dos príncipes (espécie de guia moral para o soberano) em resposta ao  Livre du gouvernement des Princes de Gilles de Rome, onde encontra-se referências à Ética à Nicômaco de Aristóteles (na tradução de Oresme). No Livre de l’advision Cristine (1405), Ela se inspirou na Consolação da Filosofia de Boécio, mostrando conhecimento detalhado do De trinitate de Agostinho e de diversas obras de Aristóteles, bem como longas citações do Comentário de Tomás de Aquino à Metafísica de Aristóteles, traduzidas provavelmente pela própria autora do latim.

### Defesa do sexo feminino e aQuerelle des Femmes

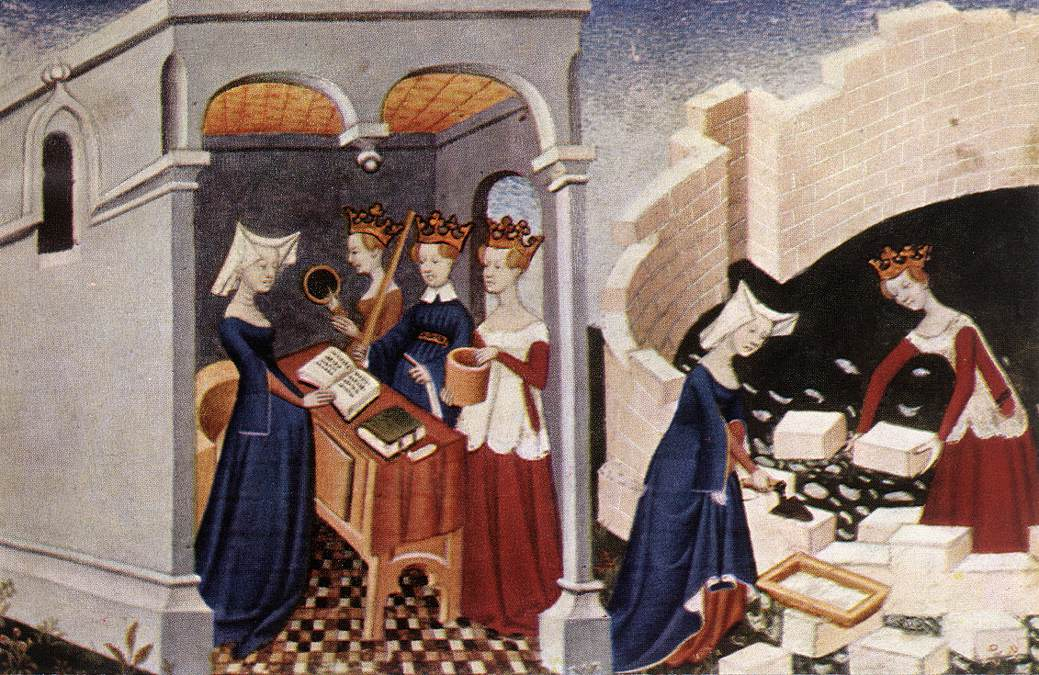
A Cidade das Senhoras da Cristina de Pisano

Cristina de Pisano ficou particularmente conhecida por sua defesa das mulheres contra o sexismo nos meios literários e filosóficos. Os textos mais importantes para a análise desses argumentos contra a inferioridade da mulher são a série de correspondências reunidas sob o título Querelle de la Rose (ou Debate da Rosa) e A Cidade das Damas.
A Querelle de la Rose é considerado o primeiro debate público em defesa do gênero feminino, onde Cristina debateu com Jean de Montreuil e Gontier Col.  O debate se deu a partir de uma troca de cartas envolvendo a crítica do célebre Romance da Rosa de Jean de Meung, cujos versos apresentam uma visão pouco elogiosa das mulheres, as quais são sistematicamente representadas como ardilosas e desleais. A disputa se iniciou formalmente em 1401 quando Cristina escreveu uma primeira carta diretamente em resposta a Jean de Montreuil denunciando os intelectuais que elogiavam o autor em defesa do conteúdo dos seus versos. Ela entendia que todo autor deve assumir a responsabilidade moral sobre suas obras e que a literatura deve ter como função a boa orientação moral, para além da qualidade estética. O retrato difamatório do sexo feminino teria um efeito corrosivo sobre seus leitores, levando à desarmonia entre os sexos e a uma compreensão equivocada do amor. Gontier Col solicitou uma cópia da carta de Cristina e a criticou duramente, pedindo que se retratasse. Esta se recusou a fazê-lo e reiterou sua posição. Cristina compilou a correspondência e a enviou a seus protetores, dentre os quais a rainha Isabel de Baviera, garantindo com isso a exposição do debate. Nas cartas, ela fala explicitamente em nome do seu gênero e usa sua condição de mulher como posição privilegiada para a argumentação.
A Cidade das Damas pode ser lida como um catálogo de mulheres ilustres, do mesmo gênero do De Mulieribus de Bocaccio e De Viris illustribus de Petrarca. Tendo claramente mulheres como público leitor, Pizan compila mais de 150 relatos biográficos de mulheres ilustres, seja pelas suas contribuições científicas ou seu destaque nas artes, por suas atuações como governantes e estrategistas militares ou por terem levado uma vida devota e exemplar segundo a fé cristã. Esses relatos são instrumentalizados em um objetivo duplo: além de servirem como exempla para promover a boa conduta moral de suas leitoras, Pizan pretende fornecer evidências suficientes para provar que a natureza feminina é compatível com o pleno uso da razão. Em consequência, as mulheres podem e devem, assim como os homens, aspirar ao cultivo das virtudes nos diferentes aspectos de suas vidas tanto social, intelectual e espiritual. Para assegurar esse objetivo, Pizan mobiliza uma série argumentos que refutam a tese da imperfectibilidade da forma feminina, se apropriando das tradições filosóficas medievais como bases teóricas de sua defesa.
Pizan é considerada uma antecipadora da Querelles des Femmes, expressão que designa um conjunto de textos escritos em um espaço de mais de quatro séculos, reunidos segundo uma unidade temática: a reflexão sobre o estatuto da mulher na sociedade. Inserem-se nesse debate, por exemplo, La nobiltà et l’eccellenza delle donne, co’ difetti et mancamenti de gli uomini (1600) de Lucrezia Marinella, Égalité des Hommes et des Femmes (1622), de Marie de Gournay, A Serious Proposal to the Ladies (1694), de Mary Astell, e ainda A Vindication of the Rights of Woman (1792) de Mary Wollstonecraf. Sem se constituir como um movimento uniforme, tampouco como ativismo político, o corpus da Querelle pode ser estudado em sua dimensão filosófica. Nesse caso, uma estratégia para abordar os textos se dá através da análise de um conjunto de argumentos recorrentes em favor da igualdade entre os sexos a partir de uma compreensão da razão como igualmente distribuída entre homens e mulheres. Podemos ainda centrar a leitura em uma reivindicação recorrente, a saber, que mulheres devem receber a mesma educação que homens. Podemos identificá-la com clareza na Cidade das Damas:
[…] Se fosse o costume mandar jovens meninas para a escola e ali ensiná-las toda sorte de diferentes matérias, assim como se faz com jovens meninos, elas entenderiam e aprenderiam as dificuldades de todas as artes e ciências com tanta facilidade quanto os meninos. […] Sabes por que mulheres conhecem menos que homens? […] é porque elas são menos expostas a uma larga variedade de experiências já que precisam ficar em casa o dia inteiro em nome do lar. Não há nada como uma gama completa de diferentes experiências e atividades para expandir a mente de qualquer criatura racional (Pizan, Cidade das Damas, parte I cap. XXVII).
A conclusão segundo a qual homens e mulheres compartilham da mesma natureza é condição necessária para Pizan mostrar que supostas diferenças no desenvolvimento intelectual de ambos os sexos não se devem a uma inferioridade natural, mas a uma razão circunstancial. Tais considerações nos permitem atribuir a Pizan uma tese que representa um antecedente feminista, a saber, a condição de submissão das mulheres pode ser explicada pela desigualdade de oportunidades e a certo condicionamento social. Ainda que o feminismo que encontramos em Pizan possa não ser imediatamente atraente para feministas modernas (na medida em que sua defesa das mulheres é baseada em valores tradicionais cristãos e pela ausência de uma crítica contundente à dominação masculina na sociedade medieval) a obra de Pizan é de modo geral celebrada pela crítica sem precedentes à misoginia nos meios intelectuais.
Através de seus argumentos e do recurso a uma variedade de aparatos retóricos que visam em última instância a edificação moral de seus leitores, Cristina de Pizan encontra um modo de legitimar seu discurso filosófico. Suas motivações para engajar-se nos debates de seu tempo emanam de uma visão transformadora e emancipadora do que significa ser uma filósofa.

## Obras
Cristina de Pisano foi uma escritora prolífica: produziu mais de 40 obras em uma gama variada de gêneros literários (todas em francês médio, ou seja, o francês falado nos séculos XIV e XV) e para públicos diversos. Destacam-se os livros de instrução moral para o cultivo das virtudes, guias políticos para membros da corte e a defesa do sexo feminino.
Ela escreveu uma série de tratados de natureza política, dentre os quais o Caminho de Longo Estudo (Le livre du chemin de long estude, 1402–1403), uma espécie de narrativa da história universal em verso, e o já mencionado Livro dos fatos e bons costumes do sábio rei Carlos V (Livre des faits et bonnes moeurs du sage Roy Charles V), uma biografia do rei Carlos V encomendada pelo Duque da Borgonha em 1404. O Livro do Corpo Político (Le livre du corps de policie), composto entre 1404 e 1407, discorre sobre o bem comum e as qualidade do “bom príncipe”. Em 1400 escreveu um tratado mitológico em prosa e verso intitulado Cartas de Otea a Héctor (L’Epistre Othea). Este é um texto reproduzido em 47 manuscritos, alguns deles muito luxuosos e ricamente iluminados – o que indica o prestígio de seus proprietários. Suas alegorias procuram orientar os leitores ilustrando as virtudes a serem cultivadas e os vícios a serem evitados: Otea representa aqui prudence, a maior das virtudes, reminiscente da phronesis aristotélica. Significativa atenção tem sido dada aos tratados políticos de Cristina de Pisano e sua compreensão da prudência como uma virtude, bem como de seus antecedentes filosóficos. Assim como nas Cartas de Otea a Héctor, em O Livro da Paz (Livre de la paix, 1414) verifica-se uma compilação ética profundamente marcada pela influência da Ética a Nicômaco de Aristóteles e sua recepção medieval. Encontramos nesses textos uma discussão sobre a sabedoria, entendida como equivalente à prudência e soma de todas as virtudes.
A carta ao Deus do Amor (L’epistre au dieu d’Amours), composto em 1399, é uma sátira epistolar em verso onde a figura do Cupido denuncia as difamações contra as mulheres. O Livro da visão de Christine (Le livre de l’Advision Cristine, 1405) se apresenta como narrativa autobiográfica onde a autora mostra ter consciência da novidade de sua condição como escritora e da importância disso para o seu reconhecimento e fama. No mesmo ano escreveu seu texto mais conhecido, reproduzido em 26 manuscritos: A Cidade das Damas (Le livre de la Cité des Dames). A personagem Cristina recebe a visita de três senhoras Razão, Retidão e Justiça que a auxiliam a construir uma cidade amuralhada para proteger as mulheres virtuosas das calúnias injustas lançadas pelos homens. Esta obra pode ser entendida como uma narrativa alegórica em defesa das mulheres contra textos motivados pela difamação das mesmas. A obra conta com uma compilação biográfica de mulheres notáveis através da história, na mitologia e nas Escrituras. Ainda em 1405 compõe o Livro das Três Virtudes (Le Livre des Trois Vertus), dedicado à Margarete da Borgonha, o qual pode ser lido como um guia prático de conduta moral dedicado às mulheres laicas de diversas classes sociais de princesas a prostitutas. Le Ditié de Jehanne d’Arc, de 1429, sua última obra, consiste em um poema louvando o heroísmo de Joana d’Arc e descrevendo seus feitos como uma honra para o sexo feminino.

### Lista de trabalhos
- Enseignements moraux (1395)
- L'Épistre au Dieu d'amours (1399)
- L'Épistre de Othéa a Hector (1399–1400)
- Dit de la Rose (1402)
- Cent Ballades d'Amant et de Dame, Virelays, Rondeaux (1402)
- Le Chemin de long estude (1403)
- Livre de la mutation de fortune (1403)
- La Pastoure (1403)
- Le Livre des fais et bonnes meurs du sage roy Charles V (1404)
- Le Livre de la cité des dames (1405)
- Le Livre des trois vertus (1405)
- L'Avision de Christine (1405)
- Livre du corps de policie (1407)
- Livre des fais d'armes et de chevalerie (1410)
- Livre de paix (1413)
- Epistre de la prison de vie humaine (1418)
- Les sept psaumes allégorisés
- Ditié de Jehanne d'Arc (1429)